# Human Relations Movement
 Denne artikel bør gennemlæses af en person med fagkendskab for at sikre den faglige korrekthed.

Betegnelsen Human Relations blev skabt af Elton Mayo omkring 1933, og betyder følgende:
- Individet handler ikke rationelt og logisk.
- Medarbejderne skal motiveres til at opnå målene.
- Organisationen skal være opmærksom på de psykologiske og sociale aspekter hos individet.
- Det er lederens ansvar at medarbejderne bliver social integreret.

 Der er for få eller ingen kildehenvisninger i denne artikel, hvilket er et problem. Du kan hjælpe ved at angive troværdige kilder til de påstande, som fremføres i artiklen.